# Yến hông xám
Aerodramus germani là một loài chim trong họ Apodidae.